# 衡阳市广播电视台
衡陽市廣播電視台及其台屬企業衡阳市广播电视产业集团，簡稱衡陽廣電，為中華人民共和國湖南省衡陽市的綜合性媒體集團，其中衡陽市廣播電視台是中共衡陽市委、衡陽市人民政府直屬的正處級事業單位。廣播服務開始提供於1959年5月1日。電視服務開始提供於1984年5月17日。

## 历史沿革
衡阳人民广播电台于1959年1月11日在衡阳市有线广播站的基础上筹建，并由衡阳市府拨款，同年5月1日正式开始播出广播节目，其发射机功率500瓦。1962年，基于调整国民经济的需要，湖南全省各地市相继关闭广播电台，但中共衡阳市委书记杨兴洲向省广播管理局要求保留衡阳电台:130，最终，该电台得以继续播音，成为湖南省唯一未曾中断播音的地市级广播电台，但因经费未列入国家财政预算，电台尚依靠自办广播器材厂以及服务部维持运转，亦未增添广播器材:130。1969年，衡阳人民广播电台经费列入国家事业费预算。该电台增设了4台1000瓦的发射机，发射天线亦由27公尺增至38公尺，这一期间的电台主要转播中央人民广播电台和湖南人民广播电台的节目，也自办部分新闻节目，同时对敌台进行干扰:2858-2860。文化大革命结束后，中华人民共和国採行改革开放政策，该电台對經濟相關資訊以及社會消極現象的報導內容也有所增加:130。
1971年1月1日，衡阳建立电视差转台，以转播北京电视台等的电视节目。1983年9月，因机构改革，中共衡阳市委、衡阳市府开始筹备创办衡阳电视台:210。与此同时，位在南岳衡山的电视调频转播发射铁塔开始建设，至1984年1月9日，南岳至衡阳的微波线路开通，衡阳市境内可以接收电视讯号:2873。同年5月17日，中华人民共和国广播电影电视部批准衡阳电视台建立:210。1993年2月，该电视台开设第二条电视频道:2182。1990年，衡阳市广播电视局成立衡阳有线电视台。1999年10月，衡阳市广电局增加衡阳市广播电视中心牌子，并管理衡阳人民广播电台与衡阳电视台。衡阳有线电视台亦于2000年并入衡阳电视台，参与组建衡阳电视台的第三条电视频道都市频道:2180-2182。2009年8月15日，衡阳市广播电视中心迁入新修筑的衡阳广播电影电视中心大楼。2011年6月22日，衡阳电视台开通公益性电视频道—党建先锋频道，不接受托播商业广告。并主打红色电视剧、电影和歌曲，并以各类公益广告替代商业广告。
2012年5月10日，衡阳市广播电视台在衡阳市广播电视中心的基础上成立，与此同时，衡阳市广电局裁撤，并承担了衡阳市广播电视中心所有职责以及衡阳市广电局除行政管理和行政执法以外的职责。

## 节目
衡阳市广播电视台是中共衡陽市委、衡陽市人民政府直屬的正處級事業單位，也被定义为中共衡陽市委与衡陽市人民政府，以及衡阳在地民众的喉舌。其有資格組織編排製作廣播電視節目，并负责转播中央和省级广播、电视节目，以服務中國共產黨、中华人民共和国各級政府的政治宣傳。因此该台也跟中国其他地市級廣播電視台一樣，在每天晚上7點分别轉播中央人民广播电台的《全國新聞聯播》以及中国中央电视台的《新闻联播》新聞節目。
在電視部門，原名为《衡阳新闻》的《衡阳新闻联播》则是衡阳电视台最主要的電視新聞欄目，以報導在地新聞见长，自1984年5月18日起开播至今。电视台的另一条新闻栏目《都市报道》则以反映在地民众生活状态为主，创办于1991年:2164。其大部分电视节目以漢語普通話播出，但也有以湘方言播出的文艺节目:148。

## 旗下資產

### 電視服務
| 頻道名稱     | 语言 | 广播格式                       | 啟播日期 | 频道前身                                                                    | 備註                                                   |
| 新闻综合频道 | 汉语 | SDTV 576i 16:9 HDTV 1080i 16:9 | 1985年   | 衡阳电视台                                                                  | 衡阳市第一条电视频道，现时以新闻、时事、专题类节目为主 |
| 文旅法治频道 | 汉语 | SDTV 576i 16:9 HDTV 1080i 16:9 |          | 衡阳有线电视台 衡阳电视台都市频道 衡阳电视台公共频道 衡阳电视台生活资讯频道 | 原為政策性電視頻道，2024年轉型為生活資訊頻道           |

### 广播服务
| 频道名称（广播） | 频率         | 啟播日期 | 参考         |
| ---------------- | ------------ | -------- | ------------ |
| 综合广播         | FM 98.9 MHz  |          | [ 11 ] [ 2 ] |
| 交通经济广播     | FM 101.8 MHz |          | [ 11 ] [ 2 ] |

### 新媒体
| 平台类别   | 平台类别   | 名称                              |
| ---------- | ---------- | --------------------------------- |
| 网站       | 网站       | 衡阳广电网 （页面存档备份，存于） |
| 微信公众号 | 微信公众号 | 看衡阳                            |
| 新浪微博   | 新浪微博   | 看衡阳官微                        |
| 新浪微博   | 新浪微博   | 989衡阳综合广播                   |